# Protocine, Krasnohvardiiske
Protocine (în ucraineană Проточне) este un sat în comuna Novopokrivka din raionul Krasnohvardiiske, Republica Autonomă Crimeea, Ucraina.

## Demografie
Componența lingvistică a localității Protocine
     Rusă (59,45%)
     Tătară crimeeană (24,8%)
     Ucraineană (8,27%)
     Romani (3,54%)
     Alte limbi (0,79%)
Conform recensământului din 2001, majoritatea populației localității Protocine era vorbitoare de rusă (59,45%), existând în minoritate și vorbitori de tătară crimeeană (24,8%), ucraineană (8,27%) și romani (3,54%).